# Milivoj Ašner
Milivoj Ašner (Daruvar, 21. travnja 1913. – Klagenfurt, 14. lipnja 2011.), bio je bivši zapovjednik policije u NDH, optužen za deportacije stotine Srba, Roma i Židova.

## Životopis
Osnutkom NDH 1941. Ašner postaje zapovjednik policije u Slavonskoj Požegi. Nakon rata 1945. Ašner se sklanja u Austriju te uzima novo ime Georg Aschner. Godine 1992. Ašner se vraća u Hrvatsku, u Slavonsku Požegu. Tu ostaje sve do 2004., kada se vraća natrag u Klagenfurt. 2005. Republika Hrvatska optužuje Ašnera za zločin protiv čovječnosti u Slavonskoj Požegi u razdoblju od 1941. – 1942. Austrijska vlast odbila ga je izručiti Republici Hrvatskoj jer ima austrijsko državljanstvo. Austrijski državni istražitelji u provinciji Koruškoj, gdje Ašner živi, objavile su da Ašner više nema austrijsko državljanstvo.
Ašner je na Interpolovoj listi najtraženijih, te po Simon Wiesenthal centru 4. najtraženiji nacist.,
U lipnju 2008. novinari su ga slikali među hrvatskim navijačima na Europskom nogometnom prvenstvu u Klagenfurtu. Slikan je u vrlo zdravom stanju, iako su austrijske vlasti tvrdile da je Ašner teško bolestan. To je potaklo Hrvatsku da još jednom pozove na Ašnerovo izručenje, ali bezuspješno. Bivši guverner provincije Koruške, Joerg Haider pohvalio je Ašnerovu obitelj i rekao da "on među nama živi mirno već godinama, i treba proživjeti suton svoga života među nama". Time je Haider izazvao mnoge kritike, što je potaklo Efraima Zuroffa iz Simon Wiesenthal centra da komentira da je Haiderovo političko stajalište "politička atmosfera koja postoji u Austriji i koja u određenim krugovima jako simpatizira nacističke ratne zločince".
U intervjuu HRT-a s Ašnerom, Ašner je priznao da je sudjelovao u deportacijama, ali govori da ti koji su deportirani nisu vođeni u logore smrti, kako se vjeruje, nego u svoju domovinu. Rekao je da je njegova savjest čista i da je spreman ići na suđenje u Hrvatsku, ali također govori i da je njegovo zdravlje problem., kazao im je. U pretraživanju koje se dogodilo isti tjedan, potvrđeno je prethodno - Ašner je mentalno onesposobljen za suđenje. Kako bilo, Zuroff je iskazao svoju sumnju u Ašnerovu iskrenost te rekao kako Ašner laže ili pretjeruje o svome zdravstvenom stanju. Preminuo je u Klagenfurtu 14. lipnja 2011. u   98. godini života.